# يوحنا بطرس موشي
يوحنا بطرس موشي (مواليد 23 نوفمبر 1943) هو مطران سرياني كاثوليكي عراقي. وُلد في بغديدا، نينوى. ويشغل منصب رئيس أساقفة السريان الكاثوليك في الموصل منذ عام 2010.

## سيرته الذاتية
وُلد يوحنا بطرس موشي في قرقوش (بغديدا، في العراق الحالي) في 23 نوفمبر 1943.
عيّن يوحنا بطرس موشي كاهنًا لأبرشية السريان الكاثوليك في الموصل في 9 يونيو 1968، على يد المطران عمانوئيل ددي.
وانتُخب يوحنا بطرس موشي رئيسًا لأساقفة السريان الكاثوليك في الموصل في 26 يونيو 2010، وتم تأكيد هذا التعيين في 1 مارس من العام نفسه من قِبل البابا بندكت السادس عشر. ثم تمت رسامته في 16 أبريل 2011 على يد المطران إغناطيوس يوسف الثالث يونان، بطريرك أنطاكية.
بعد الهجوم الذي وقع في 2 أغسطس 2011 في كركوك أمام كنيسة العائلة المقدسة للسريان الكاثوليك، انتقد يوحنا بطرس موشي ضعف السلطات الامنية وتقاعسها عن العمل. مشيرًا إلى أن المسؤولين كانوا مشغولين بالجدل فيما بينهم بدلاً من الحفاظ على أمن البلاد.
وفي ليلة 7 أغسطس 2014، اضطر يوحنا بطرس موشي إلى الخروج من بغديدا مرغما لحماية ما تبقى من اهالي المنطقة من المسيحين المضطهدين من  أمام تقدم مقاتلي داعش الذين اختلوا البلدة في تلك الليلة السوداء.  وبعد ذلك زار اللاجئين المسيحيين في كردستان العراق، وقد عمل كل ما بوسعه لتقديم العون والمساعدات الانسانية من خلال مطالبة المنظمات الدولية لمد يد العون للمسيحيين المهجرين قسرا من اراضيهم. وفي فبراير 2015، زار معسكر تدريب وحدات حماية سهل نينوى (NPU)، وهي ميليشيا مسيحية تقاتل تنظيم الدولة الإسلامية، وقدم مباركته لأعضائها.

## وصلات خارجية
- مطران السريان مار يوحنا بطرس موشي يقدم شكوى بحق محافظ نينوى بعد إزالة معالم أثرية مسيحية في الموصل